# Федір Михайлович Вишневецький (старший)
Федір Вишневецький (? — 1533) — руський князь гербу Корибут, політичний та військовий Великого князівства Литовського.

## Життєпис
Походив із впливових родів Збаразьких та Вишневецьких. Син Михайла Вишневецького-Збаразького. Точна дата народження невідома. Невідомо, чи був він старшим братом Івана Вишневецького.
Допомагав батькові у розбудові родинних володінь та Волині та опору нападам кримських татар. 28 квітня 1512 року разом із батьком Михайлом, братами Олександром, Іваном завдав відчутної поразки під Лопушним кримськотатарській орді.
1511 року разом із братом Іваном отримав у Луцькому повіті Перемильську волость, 12 червня 1524 р. привілей на володіння Пропойським замком, водночас був призначений старостою пропойським та чечерським. За земським «пописом» у 1528 році князь мав виставляти від своїх волинських володінь 12 корогв.
Скористатися повністю своїми здобутками на Волині князь Федір Вишневецький не встиг.
1533 році помер від хвороби. Помираючи без нащадків, вислугу Федір Михайлович записав на вічність дружині Анастасії Жилінській, родові маєтки успадкували його брати. 
Був похований у Києво-Печерській лаврі.